# 昭和東南海地震
昭和東南海地震（しょうわとうなんかいじしん）は、1944年（昭和19年）12月7日午後1時36分から、紀伊半島東部の熊野灘、三重県尾鷲市沖約20キロメートル（北緯33度8分、東経136度6分）から浜名湖沖まで破壊が進行した（震源としては「熊野灘」）、Mj7.9（Mw8.2）のプレート境界型巨大地震。単に「東南海地震」または「1944年東南海地震」と呼ばれることがある。また当初は遠州沖大地震と呼ばれていたが、東海地域の軍需工場が壊滅的な打撃を受けたことを隠匿するため、「東南海地震」に変更したとする説がある。
1945年前後にかけて4年連続で1000名を超える死者を出した4大地震（発生順に鳥取地震、東南海地震、三河地震、南海地震）の一つである（#震源域も参照）。一般に死者・行方不明者は1223名を数えたとされる。
東南海地震震源域で発生した前回の巨大地震である安政東海地震から90年ぶりでの発生となっている。

## 地震動

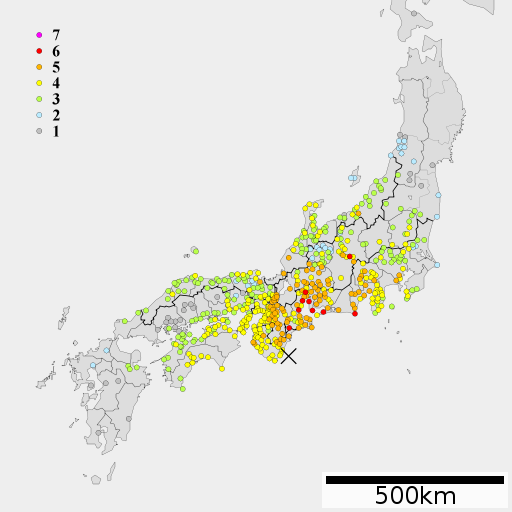
昭和東南海地震の震度分布図

現存する数少ない記録によって、三重県津市、静岡県榛原郡御前崎村、長野県諏訪市や岡谷市で震度6、近畿から中部までの広範囲で震度5を観測していたことが確認されている（ともに旧震度階―烈震・強震）。観測所によっては、地震の強さが測定範囲を超えており（震度計の針が端まで振り切れてしまっており）、震度を記録しきれていないほどだった。異常震域の存在が示唆され、敦賀市、福井市、甲府市、諏訪市、岡谷市が震源から離れているにもかかわらず震害が大きかった。福地村、袋井町など被害の調査によって震度7と推定される箇所もあった。また、地震発生後に常設の観測点では無い臨時観測点による集中観測は、地震発生より2か月を経過してから行われたため、地震像の詳細や余震活動については不明点が多い。
震度分布は東海地方より西側では1854年の安政東海地震に類似するが、駿河湾周辺や甲府盆地は安政東海地震の方がより激しい揺れであった。また、北海道においても森町および旭川市で震度1を観測した。また、海外でも地震計などの情報から、大規模な地震があったことは認識されている。
御前崎では初期微動が17.1秒間、強い振動が3分程続いたが、東京でも周期7秒から12秒の長周期地震動が10分以上続き、地震計の揺れは30-40分間記録されている。
武村(2015)は被害統計資料の整理と震度分布の再評価を行い、「静岡県袋井市周辺」「愛知県西尾市の旧矢作川流域」などで震度7に相当する揺れが生じていたとしている。
| 震度          | 地方     | 観測所                                                     |
| ------------- | -------- | ---------------------------------------------------------- |
| 6             | 東海地方 | 御前崎・津・豊浜※・赤羽根※・大野※・津島※・四日市※・大杉谷※ |
| 6             | 甲信地方 | 諏訪※                                                      |
| 5             | 北陸地方 | 福井・敦賀                                                 |
| 5             | 甲信地方 | 甲府                                                       |
| 5             | 東海地方 | 浜松・亀山・尾鷲・岐阜・名古屋                             |
| 5             | 近畿地方 | 彦根・橿原                                                 |
| 4             | 関東地方 | 前橋・秩父・東京（中央気象台）・横浜                       |
| 4             | 北陸地方 | 高田・富山・輪島                                           |
| 4             | 甲信地方 | 船津・松本・飯田                                           |
| 4             | 東海地方 | 熱海・高山・三島・静岡                                     |
| 4             | 近畿地方 | 伊吹山・宮津・京都・大阪・神戸・洲本・和歌山・潮岬         |
| 4             | 四国地方 | 徳島・高松・多度津・松山・室戸岬・高知                     |
| ※は委託観測所 |          |                                                            |

この東南海地震と1946年の南海地震は隣接した形で破壊の開始点が存在し、紀伊半島沖から東に断層の破壊が進んだ。

## 地殻変動
太田川付近では堤が地割れし2m程度沈下したが、これは地震動によるものであった。熊野灘の新宮では0.3m沈下、鳥羽では0.3m沈下、名古屋では0.25-0.4m沈下、渥美半島では0.3-0.4m程度の沈下、浜松では0.3-4m沈下、駿河湾岸の清水では0.5m沈下した。対して掛川では0.07m隆起、相良港では0.3m隆起、御前崎は0.15m隆起した。北西側は沈降、南東側は隆起の傾動は安政東海地震と類似しているが駿河湾西岸が沈降している点が異なり、また地殻変動の幅は小さかった。

## 規模
気象庁によれば地震規模を示すマグニチュードは 7.9 と推定されている。他方、表面波マグニチュードMs=8.0、モーメントマグニチュードMw=8.1あるいはMw=8.2と推定する説もある。
地震断層パラメーターは長さL=120km、幅W=80km、すべりD=3.1m、あるいはL=110km、W=70km、D=4.0m（熊野灘沖）およびL=80km、W=80km、D=4.0m（遠州灘沖）の二つの断層を仮定する説などがある。地震モーメントはM0 = 1.5×1021N・m、あるいはM0 = 2.0×1021N・mなどの値が推定されている。
太平洋岸の験潮施設で記録されていた津波波形を利用した滑り量の推定結果からは、志摩半島沖に約3mの最大の滑り量を生じた領域と、次いで渥美半島沖に約1.5mの滑り量を生じた領域があるが、東海地震の想定震源域である駿河湾沖の領域が、未破壊領域として残された。

## 震源域

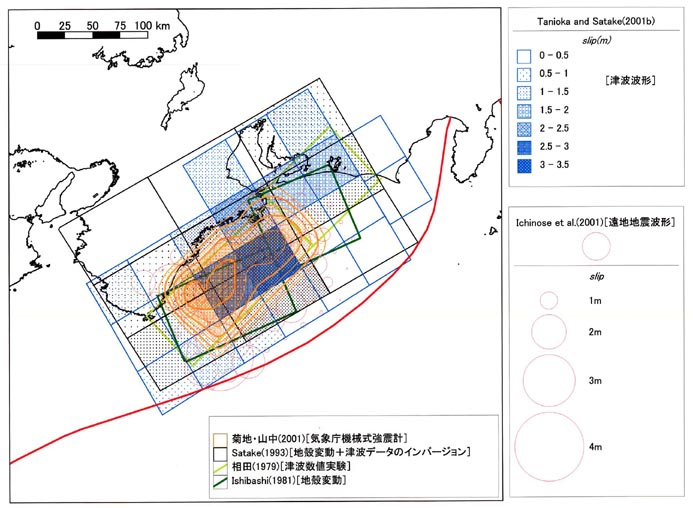
昭和南海地震の主要な断層モデル

安藤(1975)の断層モデルでは、震源域は直線上に広範囲に及び、愛知県三河湾南沖から、和歌山県東牟婁郡串本町の南東沖に至る南海トラフと平行した線上の地域で発生したと見られている。
上述のように、1940年代の半ばには大きな地震が相次いでおり、この地震から2年後の1946年（昭和21年）12月21日に昭和南海地震が発生した。2つの地震は同時発生ではないものの南海トラフにおける連動性があったと考えられている。一方で、昭和東南海地震は安政東海地震のように駿河湾奥（駿河トラフ）までは破壊が進行せず浜名湖南東沖辺りで破壊が止まったとされ、依然、東海地震の震源域が空白域として残されたと考えられている。
浜名湖沖で破壊が止まった理由について、「濃尾地震により南海トラフ側では歪みが増加し駿河トラフ側では歪みが減少した為」とする説がある、また茂木清夫（元地震予知連絡会会長）は濃尾地震により東海地震の発生が20年遅れたとする説を発表している。
また、紀伊半島沖ではプレート境界の断層すべりが固着域の下限からトラフ軸付近まで達しているのに対し、渥美半島沖ではトラフ軸まで達せず分岐断層が生じたものと推定されている。

## 被害

### 人的被害
| 地域     | 人的被害       | 人的被害 | 住家   | 住家   | 非住家 | 非住家 |
| 地域     | 死亡・行方不明 | 負傷     | 全壊   | 半壊   | 全壊   | 半壊   |
| -------- | -------------- | -------- | ------ | ------ | ------ | ------ |
| 愛知県   | 438            | 1,148    | 6,411  | 19,408 | 10,121 | 15,890 |
| 静岡県   | 295            | 843      | 6,970  | 9,522  | 4,862  | 5553   |
| 三重県   | 406            | 607      | 3,776  | 4,537  | 1,417  | 2,228  |
| 岐阜県   | 16             | 38       | 406    | 541    | 459    | 388    |
| 奈良県   | 3              | 17       | 89     | 177    | 244    | 224    |
| 滋賀県   | 0              | 0        | 7      | 76     | 28     | 88     |
| 和歌山県 | 51             | 74       | 121    | 604    | 46     | 63     |
| 大阪府   | 14             | 135      | 199    | 1,629  | 124    | 63     |
| 山梨県   | 0              | 0        | 13     | 11     | 14     | 3      |
| 福井県   | 0              | 0        | 1      | 2      | 2      | 3      |
| 兵庫県   | 0              | 2        | 3      | 0      | 23     | 9      |
| 長野県   | 0              | 0        | 12     | 47     | 1      | 2      |
| 合計     | 1,223          | 2,864    | 18,008 | 36,554 | 17,341 | 24,514 |

- 流失家屋：3129戸
- 浸水家屋：8816戸
- 焼失家屋：3129戸
- 火災発生：26箇所

地震による家屋の倒壊や地震直後に発生した津波により、三重県、愛知県、静岡県を中心に、推定1,223名の死者および行方不明者が出たものとされている。ただし、戸籍などが津波により消失したため正確な被害者数を把握できず、死者数については918名とする説もある。行政機能が麻痺したため、死亡届を出さずに現在に至っている例も散在する。
この地震によって関東大震災のような大規模な火災は発生しなかった。これは、建物倒壊が比較的少なかったこと、地震発生時刻が昼すぎであり火を使っている場所が少なかったこと、天候が穏やかで風が弱かったこと、さらに第二次世界大戦中で人々の緊張が高まっていたことなどが要因として挙げられている。
愛知県内では半田市の中島飛行機山方工場、名古屋市南区の三菱重工業名古屋航空機製作所道徳工場（後の日清紡名古屋工場、現在のビバモール名古屋南）がこの地震によって倒壊し、それぞれ死者130人、60人の被害を出した。この2つの工場は紡績工場を買収して軍需に転用したものであったが、飛行機工場としては狭く、間仕切りや柱を取り除くなどして空間を確保していた。耐震性を無視した改装工事が倒壊の原因になったものとされている。

### 遭遇した著名人
- 土屋嘉男 - 医学生だった当時、愛知県半田市の中島飛行機半田製作所にて被災。晩年にNHKが放送した本地震の特集番組で、レンガの下敷きになり激しく損傷したいくつもの遺体を目撃した様や、機密秘匿による軍の検閲や箝口令等を、証言者の一人として語っている[10]。
- 田村高廣 - 当時京都三中在学中。土屋と同じく中島飛行機半田製作所にて被災。発生時刻の時はちょうど組み立て中の艦上攻撃機「天山」の中に入って作業をしていたことで倒壊した建物の下敷きにはならず難を逃れたが、同じく京都三中から動員された学友13人は命を落としたと語っている[34]。

### 津波
| 場所             | 高さ        |
| ---------------- | ----------- |
| 静岡県下田市柿崎 | 2.5m        |
| 愛知県一色町     | 1.5m        |
| 和歌山県新宮市   | 2.0m - 5.0m |
| 三重県尾鷲市     | 2.7m - 9.0m |
| 大紀町（錦村）   | 7.0m        |
| 南島町           | 5.5m - 6.0m |
| 熊野市           | 3.0m - 6.3m |
| 紀伊長島町       | 4.0m        |
| 父島（小笠原）   | 3m          |

地震後の津波では、震源域に近い三重県尾鷲市を中心とした熊野灘沿岸一帯に壊滅的な被害をもたらした。三重県、和歌山県沿岸で特に高く、波高は新鹿で6-8m、賀田で7.1m、錦で6m、勝浦で4-5mであった。最大波高は尾鷲市賀田地区で記録された9mである。第一波の到達後、家へ荷物などを取りに戻ったところ、第二波に巻き込まれて亡くなった例もあった。津波被害はアメリカ軍により空中撮影された。
静岡県御前崎においては地震後約5分で引き波が生じ、地震後約40分の14時27分に津波の第一波が到達し、その後も14時50分、15時0分、15時30分、16時17分と到達した。最も高いのは第三波の15時で、19時頃も高かった。熊野灘では地震後10-20分で到達した。
津波は伊勢湾にも進入したが、被害は少なかった。

### 都市基盤と産業被害
被害地域は広範囲に及んだ。特に名古屋市を中心とした中京地域は、当時、三菱重工業や中島飛行機を始めとする航空機産業の中心地的な存在であったため、軍用機の生産に多大な被害を受けることになった。
東海道線は掛川駅以西で甚大な被害を受け、太田川周辺では貨物列車が脱線転覆、出火した。転覆した貨車は数十両に及ぶという。
- 道路破壊：505箇所
- 橋梁流失：61橋
- 堤防決壊：155
- 鉄道被害：48箇所
- 船舶流失：1,898隻
- 岸壁破壊：84箇所

## 前兆現象
直前の8月には、尾鷲付近で小規模な群発地震活動が生じていた。また、11月に東北地方の太平洋岸や関東地方の内陸での地震活動がやや静穏であったとされている。しかし、この程度の群発地震活動や静穏化現象は他の時期にも生じており、特段の前兆現象とは考えにくい。ただし、潮位には有意な変化は無かったとする報告がある。また、地震発生直後に実施された名古屋地方気象台による調査報告では、「三日前にネズミがさわいだ」「湾で鰺が良くとれた」といった宏観異常現象とみられる証言が記録されている。

### 前震活動
1944年東南海地震に先行し地震活動が活発化した場所がある。
ユーラシア大陸東部地域
本震発生前の約20年間のユーラシア大陸東部地域（北東中国から西南日本）の浅い地震活動が活発であった。
銭洲海嶺付近
- 1936年12月27日 新島地震 M6.3 の発生以後から一帯の地震活動が活発化した。最も活発な活動をしたのは本震 (M8.0) の前後で、1944年9月3日 M6.3、1945年8月25日 M6.4などの地震が発生している。またこの期間に銭洲海嶺の地震活動は南海トラフに接する領域まで西側に移動し、1956年8月13日 新島付近の地震の発生以後は次第に静穏化に向かった[40][41]。

### プレスリップ
地震の発生直前に静岡県掛川市において、プレスリップと見られる現象が東京帝国大学教授の今村明恒により観測された。
昭和時代初期に東海道沖および南海道沖に巨大地震の発生が懸念されると予測した今村明恒の要請に基づき、折しもこの地震の前日から直前まで陸軍測地測量部が掛川から御前崎付近の測量を行っていた。そこで一等水準測量の中で4mmを越える通常の測量では考えられない誤差が出現した。4mmという誤差は地震当日の午前中の測量に集中し、かつ水準儀の不安定が地震発生10数分前に発生していることから、地震直前に変動が生じた結果であるとされる。そしてこれが東海地震予知の根拠とされる前兆的異常地殻変動である。しかし、当時観測に使用されていた計器の安定性と計測誤差などを再検討した木股文昭らは、直前に観測された現象のデータを前兆的異常地殻変動として解釈することに疑問を呈している。

## 誘発地震
本震に影響を受け、震源域及び余震域から離れた地域でも規模の大きな誘発地震が発生している。
- 1944年12月19日 満州国（当時）と朝鮮（当時）の国境付近、西朝鮮湾近傍で M6.8の地震[39]。
- 東南海地震の47日後の1945年1月13日 愛知県蒲郡市付近を震源とする三河地震 (M6.8)。
- 1946年12月21日の昭和南海地震、Mw8.1-8.4、深さ24km。同じ潮岬沖で発生した南海トラフのプレート境界型地震は、東南海地震とは逆の西に進行した。死者1330人。串本では地震後約10分で津波が到達し、また最高潮位6.57mであった。
- 1948年
  - 4月18日 1時11分 和歌山県南方沖で M7.0[16]。昭和南海地震と本震（昭和東南海地震）での割れ残った領域での地震[15]。
  - 6月28日 福井県嶺北地方を震源とする福井地震 (M7.1)。

## 市町村長への通知と報道
戦時下の戦局が緊迫した時期に発生した地震で、被害に関する情報は人々に動揺を与え、士気にも影響することから規制された。

### 市町村長への通知
1944年（昭和19年）12月10日付の三重県内政部長の各市町村長への通知は「此ノ程度ノ災害ニテ士気ヲ阻喪スルコトナク、……寧ロ（むしろ）神ノ与ヘラレタル試練トシテ……県民打ツテ一丸トナリ之ニ対処スル」という内容で極秘扱いで出された。

### 戦時下における地震被害の隠蔽
当時、日本は太平洋戦争（大東亜戦争）の最中で、軍需工場の被害状況などの情報が連合国に漏れることを恐れた軍部は情報を統制した。翌8日がマレー作戦・真珠湾攻撃3周年（大詔奉戴日）ということもあり、戦意高揚に繋がる報道以外の情報はより一層統制された（12月8日の各紙の1面トップはいずれも昭和天皇の大きな肖像写真および戦意高揚の文章で占められている）。地震についての情報は、3面の最下部のほうに申し訳程度にわずか数行触れただけで、具体的な被害状況は一切伝えられなかった。このため、大きな揺れを観測した長野県諏訪市や岡谷市で、情報統制の中、単独の「諏訪地震」とされてしまった事例もある。
『伊勢新聞』12月8日付朝刊は「天災に怯（ひる）まず復旧　震源地点は遠州灘」の見出しを付けたが県下の一部に被害が出たという極めて小さい記事となっている。一方、『伊勢新聞』の紀南版は地震の影響からか、8日付は「印刷機械その他故障のため休刊」となり、9日付は「全紀南地方に強震　津波による被害各地に発生」の見出しで「各地とも相当被害がある」としたが、死者数や流失戸数などには触れられていない。
被害を受けた各地の住民や、学徒動員され半田市の中島飛行機半田製作所に動員されていた学徒らには、被害について絶対に人に話さないようにとする戦時統制に基づく通達の厳しい緘口令が行政側からまわった。そのため、他の地域からの救援活動もなく、被災地は孤立無援となった。
一方、地震は各国の地震計により観測・記録された。そのため翌12月8日のアメリカ合衆国の『ニューヨーク・タイムズ』や『ニューヨーク・ヘラルド・トリビューン』はこの地震について大きく伝えた。ニューヨーク・タイムズは、12月8日付朝刊で「中部日本で悲惨な地震」として3面にわたる記事を掲載し、12月9日付で「日本政府は……大きな軍需施設が被害地区に含まれていることを認めながらも、被害を少なく見せようとしている」との記事を載せている。

この地震の状況を心理戦としてドラゴーンキャンペーン作戦として宣伝ビラ投下作戦をアメリカ軍が実行している（B29から投下された宣伝ビラには毛筆で「地震の次は何をお見舞いしましょうか」と書かれていた、という土屋嘉男の証言がある）。また、後述の津波被害の資料となるアメリカ軍機による3日後に撮影した航空偵察写真が残されており、連合国側は状況を全て把握し、特に軍需工場等の戦略拠点の被害状況を注視した。地震から6日後の12月13日夜には、津波の被害にもさらされ惨事となっている名古屋地域の航空機工場を中心とする一帯に、アメリカ軍は大規模な空襲を行っている。

## 研究
東京帝国大学教授の今村明恒が予想して観測態勢を私費で作った。関係市町村に警報を発令しようとしたが、届いたのは地震後であった。
第二次世界大戦後、地震学者によって調査研究が進められてきた。1970年代には名古屋大学教授の飯田汲事が市町村の記録を丹念に集め集計をしている。

## 他の地震との関連性
この地震の約40年前から先立って西日本における内陸での地震活動が活発になっており、プレートの沈み込みによって活動する活断層による地震が起き、後に南海トラフ地震として本震が発生するのではないかとする研究がある。1899年の紀伊大和地震、1905年の芸予地震、1909年の姉川地震、1925年の北但馬地震、1927年の北丹後地震、1936年の河内大和地震、1943年の鳥取地震など、これら西日本における大きな地震活動が先行して発生している。宝永地震や安政南海・東海地震など、歴代の南海トラフ地震も同様に本震発生の40〜50年ほど前から西日本における地震活動が活発化しており、本地震もそれに準拠していたと思われる。また、以上の分析から、兵庫県南部地震（阪神・淡路大震災）や鳥取県西部地震、福岡県西方沖地震、熊本地震、大阪府北部地震など、近年発生している西日本における大きな地震が将来起きる南海トラフ地震の先行した地震ではないかとしている。